# Battlefieldtour
Een battlefieldtour is een type reis of excursie waarbij de deelnemers speciale aandacht hebben voor de locaties en/of sporen van de strijd die tegenwoordig nog zichtbaar zijn. Vaak, maar niet altijd, worden daarbij ook de begraafplaatsen van gevallenen bezocht.
Battlefieldtours komen met name voor in gebieden waarin hard gevochten is waardoor er nog veel sporen te vinden zijn. Voorbeelden zijn bijvoorbeeld de Hollandse Waterlinie, Arnhem en Groningen in Nederland, alsmede Passchendaele, Ieperen en Bastenaken in België. Andere bekende locaties voor dit soort excursies zijn Normandië , Verdun, Gettysburg en Montecassino.
The Commonwealth War Graves Commission werkt samen met verschillende erkende en gespecialiseerde reisbureaus voor battlefieldtours en bezoeken aan begraafplaatsen in Europa en elders.